# Ференц Шипош
Ференц Шипош (угор. Sipos Ferenc, нар. 13 грудня 1932, Будапешт — пом. 17 березня 1997, Будапешт) — угорський футболіст, що грав на позиції півзахисника. Футболіст року в Угорщині (1958).
Виступав, зокрема, за клуби МТК (Будапешт) та «Гонвед», а також національну збірну Угорщини.

## Клубна кар'єра
У дорослому футболі дебютував 1950 року виступами за команду клубу «Голдбергер», в якій провів два сезони, після чого грав за команду угорських ВПС «Szolnoki Légierő».
Своєю грою за останню команду привернув увагу представників тренерського штабу клубу МТК (Будапешт), до складу якого приєднався 1956 року. Відіграв за клуб з Будапешта наступні сім сезонів своєї ігрової кар'єри. Більшість часу, проведеного у складі МТК, був основним гравцем команди. За цей час виборов титул чемпіона Угорщини, ставав володарем Кубка Мітропи.
1964 року перейшов до клубу «Гонвед», за який відіграв 4 сезони.  Граючи у складі «Гонведа» також здебільшого виходив на поле в основному складі команди. Завершив професійну кар'єру футболіста виступами за команду «Гонвед» у 1968 році.

## Виступи за збірну
15 вересня 1957 року дебютував в офіційних іграх у складі національної збірної Угорщини в матчі-відбору до Чс-1958 проти Болнарії (2:1). 
У складі збірної був учасником чемпіонату світу 1958 року у Швеції, чемпіонату світу 1962 року у Чилі, чемпіонату Європи 1964 року в Іспанії, на якому команда знову здобула бронзові нагороди, та чемпіонату світу 1966 року в Англії.
Протягом кар'єри у національній команді, яка тривала 10 років, провів у формі головної команди країни 77 матчів, забивши 1 гол.

## Тренерська кар'єра
Після відходу на пенсію працював тренером маловідомих угорських команд Sátoraljaújhelyi Spartacus, ÉGSZÖV MEDOSZ, Csepel Autó та Szigeszentmiklós. З 1982 по 1983 рік він був у Єгипті, де тренував місцевий клуб «Терсана». У 1990-х роках повернувся до «Гонведа», де брав активну участь у роботі з молоддю.
Помер 17 березня 1997 року на 65-му році життя у місті Будапешт.

## Титули і досягнення
- Чемпіон Угорщини (1):

МТК (Будапешт):  1957-58
- Володар Кубка Мітропи (1):

МТК (Будапешт):  1963